# Archanes-Asterousia
Archanes-Asterousia (Grieks: Αρχάνες-Αστερούσια) is sedert 2011 een fusiegemeente (dimos) in de Griekse bestuurlijke regio (periferia) Kreta.
De drie deelgemeenten (dimotiki enotita) van de fusiegemeente zijn:
- Archanes (Αρχάνες)
- Asterousia (Αστερούσια)
- Nikos Kazantzakis (Νίκος Καζαντζάκης)